# کاباسو بابو
کاباسو بابو (انگلیسی: Kabasu Babo; ۴ مارس ۱۹۵۰ – ۳۰ ژانویه ۲۰۲۲) بازیکن فوتبال اهل جمهوری دموکراتیک کنگو بود.
وی همچنین در تیم ملی فوتبال زئیر بازی کرده‌است.